# Oreomitra bullata
Oreomitra bullata är en kirimojaväxtart som beskrevs av Friedrich Ludwig Diels. Oreomitra bullata ingår i släktet Oreomitra och familjen kirimojaväxter. Inga underarter finns listade i Catalogue of Life.